# Santiago Acasiete
Wilmer Santiago Acasiete Ariadela (n. 22 noiembrie 1977, Callao, Peru) este un fotbalist peruan care joacă la clubul spaniol UD Almería și în Echipa națională de fotbal a Perului.

### Palmares

#### Universitario
- Torneo Apertura în 2002

#### Cienciano
- Copa Sudamericana  în 2003
- Recopa Sudamericana în 2004

### Goluri în meciuri cu echipa națională
Lista golurilor înscrise de Acasiete pentru Peru:
| # | Data              | Oraș        | Adversar | Scor | Rezultat | Competiție                                        |
| - | ----------------- | ----------- | -------- | ---- | -------- | ------------------------------------------------- |
| 1 | 12 octombrie 2005 | Tacna, Peru | Bolivia  | 4–1  | Victorie | Calificarea la Campionatul Mondial de Fotbal 2006 |